# Liste der Monuments historiques in Moiremont
Die Liste der Monuments historiques in Moiremont führt die Monuments historiques in der französischen Gemeinde Moiremont auf.

## Liste der Objekte
| Bezeichnung                                               | Beschreibung                               | Standort                                 | Kennzeichnung | Schutzstatus   | Datum | Bild |
| --------------------------------------------------------- | ------------------------------------------ | ---------------------------------------- | ------------- | -------------- | ----- | ---- |
| Türflügel                                                 | Holz, 16. Jahrhundert                      | in der Kirche Ste-Marie-Madeleine (Lage) | PM51000563    | Classé         | 1908  |      |
| Skulptur Madonna mit Kind (1)                             | Keramik, 19. Jahrhundert                   | in der Kirche Ste-Marie-Madeleine (Lage) | PM51002144    | Inscrit        | 1974  |      |
| Gemälde Jesus am Ölberg                                   | Ölfarbe auf Leinwand, 17. Jahrhundert      | in der Kirche Ste-Marie-Madeleine (Lage) | PM51003104    | Inscrit        | 1980  |      |
| Chorgestühl                                               | Holz, 16. Jahrhundert                      | in der Kirche Ste-Marie-Madeleine (Lage) | PM51000562    | Classé         | 1908  |      |
| Gemälde Kreuztragung                                      | Ölfarbe auf Leinwand, 17. Jahrhundert      | in der Kirche Ste-Marie-Madeleine (Lage) | PM51003101    | Inscrit        | 1980  |      |
| Gemälde Heiliger Bruno                                    | Ölfarbe auf Leinwand, 17. Jahrhundert      | in der Kirche Ste-Marie-Madeleine (Lage) | PM51003099    | Inscrit        | 1980  |      |
| Bodenfliesen (1)                                          | Fragmente; Stein, 13. und 15. Jahrhundert  | in der Kirche Ste-Marie-Madeleine (Lage) | PM51003423    | Inscrit        | 2001  |      |
| Gemälde Madonna mit Kind (1)                              | Ölfarbe auf Leinwand, 18. Jahrhundert      | in der Kirche Ste-Marie-Madeleine (Lage) | PM51003426    | Inscrit        | 2001  |      |
| Kruzifix (1)                                              | Holz, 17. Jahrhundert                      | in der Kirche Ste-Marie-Madeleine (Lage) | PM51003748    | Inscrit        | 1974  |      |
| Skulptur Marienhaupt                                      | Stein, 14. Jahrhundert                     | in der Kirche Ste-Marie-Madeleine (Lage) | PM51000564    | Classé         | 1911  |      |
| Weihwasserbecken                                          | Gusseisen, 16. Jahrhundert; 2014 gestohlen | in der Kirche Ste-Marie-Madeleine (Lage) | PM51000565    | Classé         | 1911  |      |
| Bodenfliesen (2)                                          | Keramik, 13. Jahrhundert                   | in der Kirche Ste-Marie-Madeleine (Lage) | PM51003750    | Inscrit        | 1974  |      |
| Bodenfliesen (3)                                          | Keramik, bemalt, 16. Jahrhundert           | in der Kirche Ste-Marie-Madeleine (Lage) | PM51002146    | Inscrit        | 1974  |      |
| Gemälde Mariä Verkündigung                                | Ölfarbe auf Leinwand, 17. Jahrhundert      | in der Kirche Ste-Marie-Madeleine (Lage) | PM51003103    | Inscrit        | 1980  |      |
| Kirchenbänke (1)                                          | Holz, ohne Datierung                       | in der Kirche Ste-Marie-Madeleine (Lage) | PM51003427    | Inscrit        | 2001  |      |
| Kirchenbänke (2)                                          | im Kirchenschiff; Holz, 19. Jahrhundert    | in der Kirche Ste-Marie-Madeleine (Lage) | PM51003751    | Inscrit        | 1974  |      |
| Kruzifix (2)                                              | Holz, farbig gefasst, 16. Jahrhundert      | in der Kirche Ste-Marie-Madeleine (Lage) | PM51002142    | Inscrit        | 1974  |      |
| Zwei Skulpturengruppen: Zwei Engel mit einem Wappenschild | Stein, 16. Jahrhundert                     | in der Kirche Ste-Marie-Madeleine (Lage) | PM51002141    | Classé Inscrit | 1974  |      |
| Gemälde Heilige Scholastika                               | Ölfarbe auf Leinwand, 17. Jahrhundert      | in der Kirche Ste-Marie-Madeleine (Lage) | PM51003098    | Inscrit        | 1980  |      |
| Gemälde Heiliger Hieronymus                               | Ölfarbe auf Leinwand, 17. Jahrhundert      | in der Kirche Ste-Marie-Madeleine (Lage) | PM51003097    | Inscrit        | 1980  |      |
| Skulptur eines Engels mit Wappenschild                    | Stein, 16. Jahrhundert                     | in der Kirche Ste-Marie-Madeleine (Lage) | PM51003425    | Inscrit        | 2001  |      |
| Skulptur Madonna mit Kind (2)                             | Holz, 17. oder 18. Jahrhundert             | in der Kirche Ste-Marie-Madeleine (Lage) | PM51002143    | Inscrit        | 1974  |      |
| Skulptur Heiliger Nikolaus                                | Holz, farbig gefasst, 17. Jahrhundert      | in der Kirche Ste-Marie-Madeleine (Lage) | PM51002145    | Inscrit        | 1974  |      |
| Skulptur Heiliger Eligius                                 | Holz, farbig gefasst, 17. Jahrhundert      | in der Kirche Ste-Marie-Madeleine (Lage) | PM51002147    | Inscrit        | 1974  |      |
| Skulptur Johannes der Täufer                              | Holz, farbig gefasst, 17. Jahrhundert      | in der Kirche Ste-Marie-Madeleine (Lage) | PM51002148    | Inscrit        | 1974  |      |
| Gemälde Heiliger Augustinus                               | Ölfarbe auf Leinwand, 17. Jahrhundert      | in der Kirche Ste-Marie-Madeleine (Lage) | PM51003102    | Inscrit        | 1980  |      |
| Gemälde Heilige Teresa von Ávila                          | Ölfarbe auf Leinwand, 17. Jahrhundert      | in der Kirche Ste-Marie-Madeleine (Lage) | PM51003100    | Inscrit        | 1980  |      |
| Kruzifix (3)                                              | Holz, 17. Jahrhundert                      | in der Kirche Ste-Marie-Madeleine (Lage) | PM51003424    | Inscrit        | 2001  |      |
| Gemälde Madonna mit Kind (2)                              | Ölfarbe auf Leinwand, 17. Jahrhundert      | in der Kirche Ste-Marie-Madeleine (Lage) | PM51003749    | Inscrit        | 1974  |      |
| Skulptur Madonna                                          | Fayence, 1750                              | in der Mairie (Lage)                     | PM51003428    | Inscrit        | 2001  |      |